# Blasfemia en España

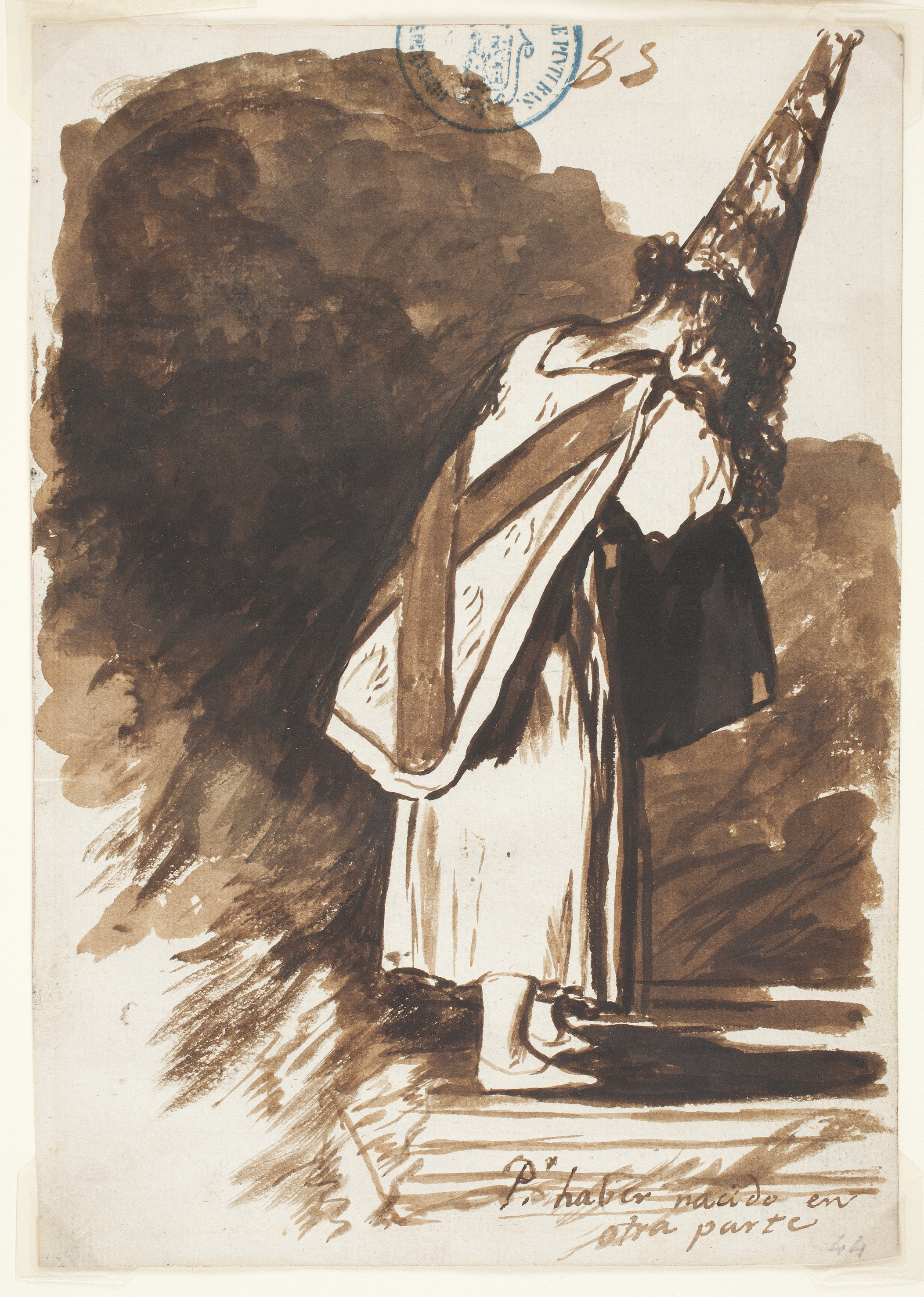
Condenada por la Inquisición vestida con un sambenito que lleva la cruz de San Andrés (Francisco de Goya).

La blasfemia en España fue considerada un delito público contra Dios castigado desde la Edad Media hasta finales del siglo XX con diversas penas, y del que se ocupaban tanto los tribunales seculares como la Inquisición —hasta su abolición en 1820—. A partir de 1988 la blasfemia dejó de ser delito en España, aunque existe el de escarnio de los "dogmas, creencias, ritos o ceremonias" de "una confesión religiosa" (artículo 525 del Código Penal de España).

## Historia

### Edad Media: Corona de Castilla
En el Fuero Juzgo la blasfemia estaba incluida en el capítulo dedicado a castigar la herejía —que lleva por título omnium haeresium erroribus—. En la versión latina el blasfemo era castigado con la confiscación de sus bienes; la pérdida de cargos, honores y dignidades, y el destierro perpetuo.
En el Fuero Real, en cambio, solo habla de blasfemia cuando se refiere a los judíos:

Si el judío dijere denuesto ninguno contra Dios, ó contra Santa María, ó contra otros santos, peche diez maravedís al rey por cada vegada que lo dijere y fagale el rey doscientos azotes

El código de las Partidas se ocupa de la blasfemia en la Partida 7 De los que denuestan á Dios é á Santa María, é los otros santos. Las penas variaban según la posición social y jurídica del blasfemo. Si era ricohombre perdía la tierra por un año la primera vez, por dos años la segunda y para siempre la tercera. Si era caballero o escudero perdía su caballo y armas y las ropas dadas por su señor, quedando apartado de su servicio. Los que no eran ricoshombres ni caballeros, perdían la cuarta parte de sus bienes la primera vez y la totalidad de los mismos si reincidían tres veces más. Si no tenían bienes recibían 50 azotes por la primera vez, en la segunda eran marcados sus labios con un hierro candente figurando la letra B, y a la tercera, se les cortaba la lengua. En el caso de blasfemias de hecho, como escupir a una imagen, pisar la cruz, mutilarla o tirarle piedras, se sufriría la pena más grave de las anteriores —la de los reincidentes por tercera vez— y si no tenía bienes se les cortaba la mano derecha.
En el siglo XV, el rey Enrique IV de Castilla endureció las penas a los que blasfemaban de Dios o de la Virgen al añadir a los castigos establecidos en las Partidas el corte de la lengua, más cien azotes para aquellos que hicieran en la corte o en un radio de cinco leguas. Además perderían la mitad de sus bienes que se repartirían el acusador y la Hacienda real.

### Monarquía Hispánica (siglos XV-XVII)
Como ha señalado Henry Kamen, "la blasfemia o falta de respeto a las cosas sagradas era en aquel tiempo un delito público contra Dios que era castigado tanto por el estado como por la Iglesia", lo que planteó conflictos entre las dos jurisdicciones, especialmente con la Inquisición española que "dio al término una definición muy amplia, lo que provocó las protestas de las Cortes, tanto en Aragón como en Castilla. En 1534, las Cortes de Madrid pidieron de modo específico que los casos de blasfemia quedaran reservados a los tribunales seculares. El Santo Oficio continuó, sin embargo, interviniendo en la represión de este tipo de delitos, castigando el uso del lenguaje inmoderado de acuerdo con la gravedad del contexto".

#### La justicia secular
Los Reyes Católicos ordenaron que los blasfemos fueran conducidos directamente a prisión por la persona que los hubiera oído blasfemar y el alcaide de la cárcel tenía la obligación de aceptarlos. También añadieron nuevas penas a los que dijeran descreo en Dios, mal haya Dios, despecho de Dios, no hay poder en Dios (o en la Virgen), y otras imprecaciones o irreverencias similares. Los que lo hicieran por primera vez serían condenados a un mes de prisión; los que reincidieran serían desterrados durante seis meses del lugar donde vivieran y pagarían un multa de mil maravedís —una tercera parte sería para el juez, otra para el acusador y otra para los pobres—. Al que reincidía por tercera vez se le taladraba la lengua, salvo que fuese noble o escudero, en cuyo caso pagaría dos mil maravedís y sería desterrado un año. Carlos I se ocupó también de sancionar el juramento en vano o sin necesidad.
En el siglo XVII Felipe IV agravó las penas del juramento en vano. El que lo hiciera por primera sería castigado con 10 días de cárcerl y 20.000 maravedís de multa —a repartir entre el juez, el denunciador y la Cámara de Castilla—; al que reincidía una segunda se le doblaba la multa y la estancia en prisión; y al que lo hacía por tercera vez sería condenado a cuatro años de destierro si era noble y a prisión o a galeras por cuatro años, si no lo era. También se estableció que si un testigo afirmaba que la persona que optaba a un cargo civil o eclesiástico había jurado en vano no sería admitido al mismo. Esta normativa fue reiterada por Carlos II.

#### La Inquisición
La Inquisición española comenzó a considerar que la blasfemia entraba en el ámbito de sus competencias alrededor de 1550, cuando la equiparó con el delito de herejía. Antes de esa fecha la Inquisición distinguía entre el blasfemo y el hereje —en las Instrucciones del inquisidor general Diego de Deza, de 1500, se recomendaba no confundirlos porque no había razón para detener al primero—. Según Joseph Pérez, el cambio se debió a que en la segunda mitad del siglo XVI "los judaizantes [son] cada vez más escasos y los inquisidores tienen que recurrir a otros medios para justificar su existencia" y a que "el concilio de Trento recomendaba atender a la instrucción religiosa de los fieles: el miedo al castigo había de contribuir a ello, aunque las sanciones pronunciadas en estos asuntos eran más bien leves". Henry Kamen, por su parte, da más importancia a esta segunda razón, es decir, al compromiso de la Inquisición con la Contrarreforma iniciada en Trento, "no obstante, su papel fue siempre auxiliar y pocas veces resultó decisivo".
Antes de imponérseles la pena, los detenidos eran sometidos a un riguroso examen sobre su conocimiento del catolicismo. "Los presos debían recitar en castellano el padrenuestro, el Ave María, el credo, el Salve Regina y los diez mandamientos, lo mismo que otros aspectos de la fe". En un acta inquisitorial de 1664 se decía lo siguiente de Inés López, una detenida, analfabeta de cincuenta años:

Singónese y santiguase y dijo el padrenuestro y el Ave María en romance bien dicho, y no supo el credo, la Salve, confesión, mandamientos de la ley de Dios y de la Iglesia, artículos de la fe y sacramentos: y dicho Señor Inquisidor la advirtió y mandó que los aprenda, porque tiene obligación a hazerlo como cristiana

Los castigos que se imponía a los que pronunciaban lo que la Inquisición llamaba "palabras deshonestas" —en las que incluía, además de las blasfemias, las afirmaciones escandalosas, las burlas sobre la religión y su Iglesia, etc.— eran más bien leves: una penitencia espiritual —rezar algunas oraciones— más una pequeña multa.
Sin embargo había "delitos verbales" que recibían un castigo más severo como las "proposiciones" que ponían en duda dogmas católicos fundamentales, como la inmortalidad del alma o la resurrección de los muertos, o que manifestaban incredulidad ante la existencia de Dios, a excepción de las pronunciadas sin intención, como le sucedió a una mujer que se autodenunció por haber dicho doce o trece años atrás "No me ves en la miseria en este mundo; no me verás penando en el otro", por lo que fue condenada solamente a ayunar dos viernes y a rezar cuatro veces el rosario. Peor suerte corrió un hombre de Ocaña que compareció en auto de fe en Toledo en 1555 por haber dicho que si determinados individuos iban al cielo, entonces un asno iría también ¡con albarda incluida!. Un miembro de la alta nobleza valenciana, Sancho de Cardona, fue detenido en 1568 por la Inquisición porque no se había confesado ni había comulgado desde hacía más de veinte años y porque la Semana Santa la pasaba junto con sus vasallos moriscos, a los que había autorizado que construyeran una mezquita en su señorío. También fueron procesadas docenas de personas, en su mayoría judeoconversos, que afirmaban que "No hay sino nacer y morir" o "No hay sino nacer y morir como bestias" o "El hombre es un animal como los demás: nace y muere, y después de la muerte, regresa a la nada".
Según Henry Kamen, los delitos verbales que eran objeto de mayor severidad eran la blasfemia persistente y la afirmación muy extendida sobre que la «simple fornicación» (es decir, la relación sexual voluntaria entre dos adultos solteros) no era pecado, idea que también era compartida por el clero, sobre todo el de las zonas rurales (un cura gallego afirmó que "en su feligresía nunca fue pecado el trato carnal entre soltero y soltera"). Por ello los tribunales, presionados por el Consejo de la Suprema, se ocuparon del asunto. Así, por ejemplo, en el Tribunal de Toledo las acusaciones por defender la "simple fornicación" constituyeron el 20% del total entre 1566 y 1570 y el 25% entre 1601 y 1605.

### Monarquía borbónica (sigloXVIII)
La Ilustración europea rechazó el concepto mismo de "blasfemia" y denunció que fuera considerada un delito. El marqués de Langle afirmó:

Un blasfemo no injuria ni irroga perjuicio a nadie: ultraja únicamente a Dios, que para vengar sus ofensas dispone de la muerte y tiene en sus manos los rayos

Por su parte Voltaire escribió:

Es triste entre nosotros que lo que es blasfemia en Roma, en nuestra Señora de Loreto, y en el recinto de los canónigos de San Genaro, sea piedad en Londres, en Estocolmo, en Berlín, en Copenhague, en Basilea, en Hamburgo, y es más triste aún, que un mismo país, en una misma calle, sus moradores motejen unos a otros de blasfemos... De blasfemos eran acusados los primeros cristianos; pero los partidarios de la antigua religión del Imperio, los adoradores de Júpiter, que así acusaban de blasfemia, fueron a su vez condenados por blasfemos bajo Teodosio II.

Sin embargo, el reformismo borbónico no solo mantuvo la legislación anterior referente a la blasfemia, sino que la extendió al ámbito militar. En uno de los artículos de las Reales Ordenanzas de 1768 aprobadas por el rey Carlos III también se castigaba la blasfemia:

El que blasfemare el santo nombre de Dios, de la Virgen, ó de los santos, será inmediatamente preso, y castigado por la primera vez con la afrenta de ponerle una mordaza dentro del cuartel por el término de dos horas por la mañana y dos por la tarde, en ocho días seguidos, atándole á un poste, y si reincidiese en esta culpa, se le atravesará irremisiblemente la lengua con un hierro caliente por mano del verdugo, y se le arrojará ignominiosamente del regimiento, precediendo consejo de guerra.

Por su parte la Inquisición española, como casi habían desaparecido los "herejes" que habían sido su objetivo principal –judaizantes, protestantes y moriscos-, se centró en los defensores de las nuevas ideas ilustradas y en los delitos considerados como "menores", entre los que se encontraba la blasfemia, junto con las beatas, las supersticiones, el curanderismo, la bigamia y la "solicitación". Así pues, "en el siglo XVIII la Inquisición se convirtió en vigilante de la moral católica y en enemiga de las nuevas ideas" y, "sin llegar a practicar los castigos de otro tiempo, siguió muy presente en la vida española", afirman Emilio La Parra y María Ángeles Casado.
Por otro lado, los Borbones intentaron sujetar más firmemente la Inquisición a la Corona siguiendo los principios regalistas. Carlos III promulgó en 1770 una real cédula que redujo la actuación de la Inquisición a los delitos de herejía contumaz y de apostasía, pasando el resto a los tribunales reales, aunque la blasfemia, junto con la sodomía y la bigamia, quedaron repartidos entre ambos.

### Edad Contemporánea (siglosXIXyXX)
El Código penal aprobado en 1822, durante el Trienio Liberal, estableció en el artículo 234 una pena de 15 días a tres meses de prisión a los que blasfemaran públicamente y de 8 a 40 días si la habían proferido privadamente. Si el blasfemo era clérigo o funcionario las penas se doblaban. En los artículos 235 y 236 se castigaba la blasfemia de hecho —el desprecio, ultraje o escarnio de objetos sagrados— con penas de 15 días a cuatro meses de prisión, y el doble si se trataba de eclesiásticos o de funcionarios públicos.
El Código penal reformado de 1850, aprobado durante la década moderada, consideró la blasfemia, tanto verbal como de hecho, como una falta, no como un delito, por lo que las penas se redujeron considerablemente. El artículo 481 decía:

Serán castigados con las penas de uno á diez días, multa de tres á cinco duros, y reprensión:
1º.El que blasfemase públicamente de Dios, de la Virgen, de los santos ó de las cosas sagradas.
2º.El que en la misma forma con dichos, con hechos, ó por medio de estampas, dibujos ó figuras, cometiere irreverencia contra las cosas sagradas, ó contra los dogmas de la religión, sin llegar al escarnio de que habla el artículo 133.
Los que en menor escala que la determinada en dicho artículo cometieren simple irreverencia en los templos, ó á las puertas de ellos, y los que en las mismas inquieten, denuesten, ó zahieran á los fieles que concurren á los actos religiosos...

Sin embargo, al parecer esta legislación no era aplicada por los jueces. En la Enciclopedia Española de Derecho y Administración dirigida por el jurista y político del Partido Moderado Lorenzo Arrazola y publicada en 1853, se constataba y se criticaba este hecho precisamente en un momento en que, a su juicio, la blasfemia estaba más extendida que nunca y revestía las formas más "execrables":

Las leyes sobre la blasfemia, lo mismo las antiguas, que las modernas, parece están solo en los códigos, como un homenaje, aunque estéril, á la creencia y á los principios; y que apenas la estadística judicial presenta algún caso de procedimiento por blasfemia, ni de oficio, ni á petición de parte; mientras es un hecho que después de las teorías filosóficas y perturbaciones políticas del último siglo, y de las guerras y agitaciones del presente, apenas ha existido jamás mayor frecuencia en blasfemar, ni la historia da razón de blasfemias más execrables, puesto que merece la atención del legislador.

No obstante, ha quedado constancia de la condena del anarquista granadino José Alcántara García durante el bienio derechista de la Segunda República —octubre de 1934— a un día de arresto y quinientas pesetas de multa por haber publicado un escrito contra la religión católica.

## La blasfemia en la actualidad
El delito específico de blasfemia desapareció del ordenamiento jurídico español en 1988 cuando las Cortes Generales, con mayoría absoluta del PSOE, aprobaron la Ley orgánica 5/1988 de 9 junio que suprimía diversos artículos del Código Penal de 1983, entre los que se encontraba el 239, que era el que tipificaba y castigaba ese delito. La profunda reforma del Código Penal aprobada en 1983 (Ley Orgánica 8/1983, de 25 de junio, de Reforma Urgente y Parcial del Código Penal) había mantenido el delito de blasfemia —a pesar de haber sido aprobado después de la promulgación de la Constitución de 1978— lo mismo que el Código Penal de 1973, el último de la dictadura franquista. Desde 1988, pues, no existe el delito de blasfemia en España.
No obstante, el artículo 209 del Código Penal de 1973 contemplaba el delito de escarnio "de la religión católica o de confesión reconocida legalmente". Este artículo no se modificó durante la vigencia de dicho Código Penal y se trasladó al  artículo 525 del Código Penal actual (aprobado en 1995):

1. Incurrirán en la pena de multa de ocho a doce meses los que, para ofender los sentimientos de los miembros de una confesión religiosa, hagan públicamente, de palabra, por escrito o mediante cualquier tipo de documento, escarnio de sus dogmas, creencias, ritos o ceremonias, o vejen, también públicamente, a quienes los profesan o practican.

2. En las mismas penas incurrirán los que hagan públicamente escarnio, de palabra o por escrito, de quienes no profesan religión o creencia alguna.

En la práctica, según diversos especialistas y colectivos sociales, está teniendo aplicaciones cercanas al delito de blasfemia y han pedido activamente su derogación.

### Procesamiento de Javier Krahe
Un caso reciente fue el procesamiento en 2012 de Javier Krahe a raíz de una querella presentada por el Centro Jurídico Tomás Moro, cuyo lema es "cristianizando el derecho, cristianizando la sociedad" (según aparece en la cabecera de su página web). El motivo de la misma fue que en 2004 durante una entrevista en el programa de Canal Plus Lo más plus, se emitió un fragmento de la película Esta no es la vida privada de Javier Krahe que incluía sin su conocimiento un filme casero, que no estaba destinado a ser proyectado públicamente, rodado por Krahe y por unos amigos en 1977, en el que se daba una receta para cocinar un crucifijo untado con matequilla y sobre un lecho de patatas y cebollas, mostrando cómo se introduce el crucifijo en un horno y cómo éste se abre solo a los tres días, parodiando la resurrección. La decisión de emitir la cinta como fondo a la entrevista la tomó la productora del programa Montserrat Fernández Villa porque pensó "que podría tener interés para los espectadores".
Después de ser archivada en dos ocasiones, la querella llegó al Juzgado de lo Penal número 8 de Madrid, que el 28 de mayo de 2012 inició la vista oral contra Javier Krahe y contra Monserrat Fernández Villa, productora del programa de Canal Plus que emitió el filme en 2004, por un presunto delito de escarnio. Durante el juicio Javier Krahe declaró que la "cinta se rodó entre varios" y se "hizo para proyectar en la pared de casa o de algún amigo". "Yo tenía la cámara, no sé si todo el rato. La idea era improvisar", afirmó. Por su parte el presidente del Centro Jurídico Tomás Moro afirmó que el juicio era "una verdadera victoria en defensa de la libertad religiosa, por cuanto supone la primera vez que se aplica el artículo 525 del Código Penal". La fiscal del caso dijo que no formularía acusación, porque no veía delito, y el juicio quedó visto para sentencia después de dos horas.
Dos semanas después, el viernes 8 de junio de 2012, Javier Krahe fue absuelto de todos los cargos, así como la productora de Canal Plus. En la sentencia el juez subrayó que la película casera objeto de la demanda fue el resultado del legítimo ejercicio de una expresión artística que "con un componente burlesco, hizo una crítica del fenómeno religioso en nuestra sociedad". En el corto, según el juez, hay "un inequívoco sentido satírico, provocador y crítico, pero no el de ofender".